# Bisdom Santa Rosa de Copán
Het bisdom Santa Rosa de Copán (Latijn: Dioecesis Sanctae Rosae de Copán) is een rooms-katholiek bisdom met als zetel Santa Rosa de Copán, in Honduras. Het bisdom is suffragaan aan het aartsbisdom San Pedro Sula. 

## Geschiedenis
Het bisdom werd opgericht op 2 februari 1916, uit delen van het nieuw verheven aartsbisdom Tegucigalpa, en was suffragaan aan het aartsbisdom Tegucigalpa. Op 27 april 2021 verloor het gebied bij de oprichting van het bisdom Gracias. Op 26 januari 2023 veranderde het van kerkprovincie en werd suffragaan aan het nieuw verheven aartsbisdom San Pedro Sula. 

## Parochies
Het bisdom had in 2022 een oppervlakte van 9.896 km2 en telde 1.063.607 inwoners waarvan 87,6% rooms-katholiek was.

## Bisschoppen
- Claudio María Volio y Jiménez (2 februari 1916 - 12 november 1926)
- Angel Maria Navarro (17 december 1928 - 31 juli 1951)
  - José de la Cruz Turcios y Barahona (hulpbisschop: 28 mei 1943 - 8 december 1947)
- Carlos Luis Geromini (20 april 1952 - 23 mei 1958)
- Héctor Enrique Santos Hernández (12 september 1958 - 18 mei 1962)
- José Carranza Chévez (10 juni 1962 - 17 juli 1980)
  - Óscar Andrés Rodríguez Maradiaga (apostolisch administrator: 1981 - 17 maart 1984)
- Luis Alfonso Santos Villeda (27 januari 1984 - 7 november 2011)
- Darwin Rudy Andino Ramírez (7 november 2011 - heden)